# Константин (сликар из Раванице)
Константин је српски сликар и иконописац познат по осликавању фресака у манастиру Раваница у другој половини XIV века.

## Уметничко дело
Константин је сликао ликове мученика, пустињака и светих ратника чији ликови имају оштре линије и опорост у изразу. Константин је насликао и ктиторску композицију са деспотом Стефаном као дечаком, по којој се овај живопис датира око 1385-1387. Тамним икнарнатом, дубоким зеленим сенкама и орнаментиком, робустном снагом и изражајношћу, Константин припада групи сликара који су утицали на формирање Моравске школе.